# −8 (tal)
−8 (minus åtta) är det negativa heltal som följer −9 och följs av −7.

## Inom matematiken
Talet −8 definieras som den additiva inversen till 8, det vill säga det tal vars summa med 8 är lika med 0.